# Tropidion epaphum
Tropidion epaphum là một loài bọ cánh cứng trong họ Cerambycidae.